# Mushanga
 Mushanga  — це пісня каліфорнійського гурту «Toto». Ця пісня була написана у співавторстві між Джеффом Поркаро та Девідом Пейчем. Вокальні партії виконав Джозеф Вільямс.
Як окремий сингл пісня була видана лише у Нідерландах, де посіла 16 сходинку місцевого чарт-синглу.

## Місце у чартах

### Компакт-диск
1. Mushanga (Special Version) 	4:51
2. Mushanga 	5:34
3. Straight For The Heart 	4:09

### Платівка 12"
Сторона А
1. Mushanga (Special Version) 	4:51

Сторона Б
1. Mushanga 	5:34
2. Straight For The Heart 	4:09

### Платівка 7"
Сторона А
1. Mushanga (Special Version) 	4:51

Сторона Б
1. Straight For The Heart 	4:09

## Місце у чартах
| Чарт                    | Місце |
| ----------------------- | ----- |
| MegaCharts (Нідерланди) | 16    |